# Wacław Iwaszkiewicz-Rudoszański

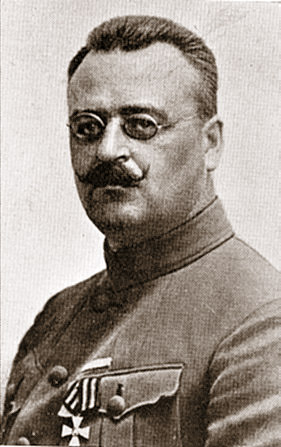
Wacław Iwaszkiewicz-Rudoszański

Wacław Teodor Iwaszkiewicz-Rudoszański, üblicherweise Wacław Iwaszkiewicz genannt (* 26. August 1871 in Omsk; † 25. November 1922 in Warschau) war ein General der Kaiserlich Russischen Armee und später Divisionsgeneral der Streitkräfte der Zweiten Polnischen Republik.

## Leben
Iwaszkiewicz war der Sohn eines nach Sibirien verbannten Teilnehmers am polnischen Januaraufstand von 1863/1864. Nach seiner militärischen Ausbildung in Sankt Petersburg, nahm er 1891 den Dienst in der zaristischen Armee auf. 1892 wurde er zum Offizier der Infanterie. 1900 nahm Iwaszkiewicz an der Niederschlagung des Boxeraufstands in China teil.
Im Russisch-Japanischen Krieg von 1904 war Iwaszkiewicz bei der Verteidigung der Festung von Port Artur eingesetzt. Im Ersten Weltkrieg befehligte er als Oberst das 54. Sibirische Schützenregiment, später eine Infanteriebrigade und -division. Für seine Teilnahme an der Schlacht um Łódź  wurde er 1914 zum Generalmajor befördert und mit dem Goldenen Säbel "Für Tapferkeit" des russischen Kaiserreiches ausgezeichnet. 1915 nahm er Teil an der Verteidigung Warschaus gegen die Armee des Deutschen Kaiserreichs. Verwundung bei Riga. Nach dem Ausbruch der Oktoberrevolution 1917 war er aktiv bei der Vereinigung polnischstämmiger Offiziere und Soldaten der ehemaligen Zarenarmee in Russland und wurde Mitglied des von Władysław Raczkiewicz gegründeten Obersten Polnischen Militärkomitees. Ab dem 21. November 1917 führte er die 3. polnische Schützendivision an, eine große Infanterieeinheit im Verband des Ersten Polnischen Korps in Russland unter General Józef Dowbor-Muśnicki. In Bobrujsk ergab er sich zusammen mit dem gesamten Korps am 21. Mai 1918 der Armee des Deutschen Kaisers.
Am 31. Oktober 1918 wurde Iwaszkiewicz formell zum Offizier der neugegründeten polnischen Armee im Rang eines Generalleutnants. Fortan leitete er die Militärverwaltung in Kielce. 
Im Polnisch-Sowjetischen Krieg befehligte er unter dem Oberkommando von General Piłsudski Einheiten in Galizien, Wolhynien und Podolien. Während der Offensive Piłsudskis auf Kiew führte er die  6. Armee der polnischen Streitkräfte. In der Schlacht bei Warschau befehligte er die südliche Front gegen die angreifenden Sowjettruppen.